# Dąbrowica (miasto)
Dąbrowica (ukr. Дубровиця) – miasto na Ukrainie, w obwodzie rówieńskim, siedziba rejonu dąbrowickiego; do 1945 w Polsce, w województwie wołyńskim, w powiecie sarneńskim, siedziba gminy Dąbrowica.
Dąbrowica leży na historycznym Polesiu. Znajduje się tu stacja kolejowa Dąbrowica, położona na linii Równe – Baranowicze – Wilno.

## Historia
Miejscowość znana była już w 1224. Od XIV w. była własnością Holszańskich, do momentu, gdy ostatnia z rodu Maria Holszańska wyszła za mąż najpierw za Michała Kozińskiego, a po raz drugi za księcia Andrzeja Kurbskiego. Dąbrowica była znaczącym ośrodkiem religijnym prawosławnej eparchii turowsko-pińskiej, z siedzibą dekanatu i dwiema cerkwiami: Narodzenia Matki Bożej i św. Mikołaja.
Miasto magnackie położone było w końcu XVIII wieku w powiecie pińskim województwa brzeskolitewskiego. 

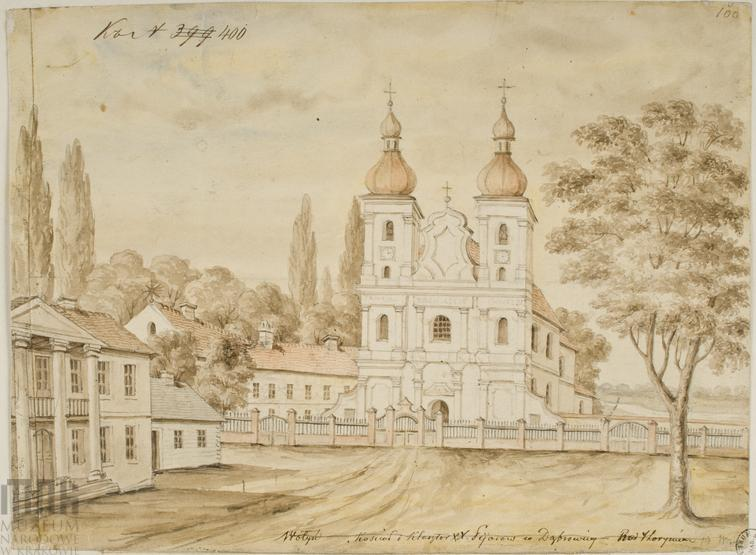
Dąbrowica w XIX w.

Dopiero w r. 1805 wraz z Wysockiem przyłączono ją do guberni wołyńskiej. Wówczas miasteczko było dobrze zabudowane, miało fabryki i słynne szkoły pijarów. Tutejsze kolegium pijarów fundował w r. 1695 Jan Karol Dolski, marszałek Wielkiego Księstwa Litewskiego. W miejsce pierwotnego drewnianego, zbudowano w r. 1740 staraniem rektora Kazimierza Pniewskiego kościół rokokowy, ozdobiony kilkunastoma obrazami pijara Łukasza Hübla z poł. XVIII w. Po kasacie kolegium w r. 1832 kościół zamieniono na farny. Uczniami tutejszych szkół pijarskich byli między innymi Cyprian Godebski, Alojzy Feliński i Łukasz Gołębiowski. Na cmentarzu kaplica murowana z r. 1767. Poza tym posiada Dąbrowica dwie cerkwie, jedną murowaną z r. 1861, fundacji hr. Ignacego Platera i drugą drewnianą z r. 1872 oraz trzy synagogi. Mieszczanie tutejsi trudnią się przeważnie szewstwem i krawiectwem. W okolicy w podkładach gliny znajduje się bursztyn.

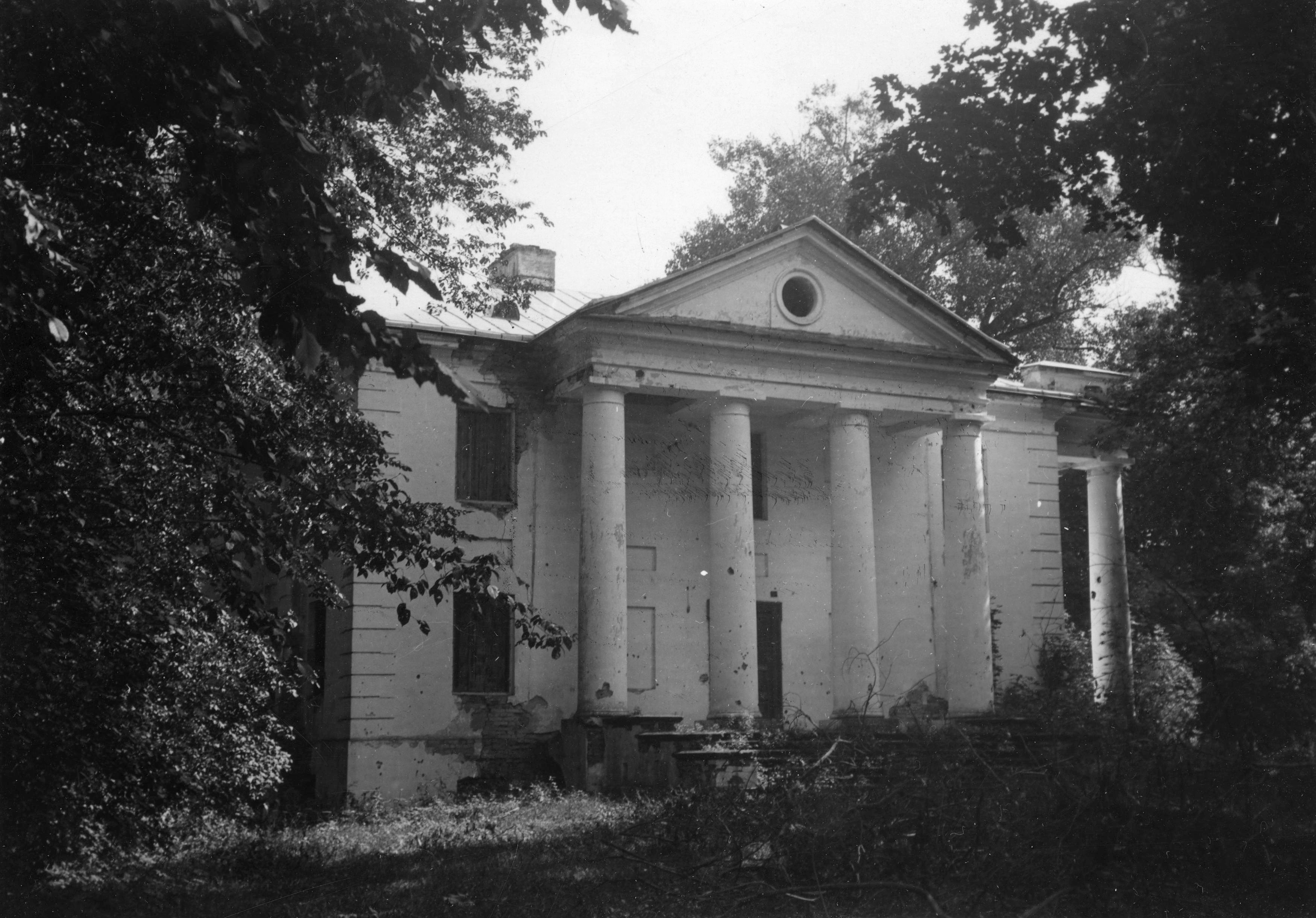
Dawny pałac Platerów, Worobin

3 km na północ z Dąbrowicy leży Worobin, gdzie przed wojną był pałac hr. Platerów, ze zbiorami sztuki i wzorowe gospodarstwo. Było tu też bogate archiwum Platerów, pełne dokumentów z XVIII w. Ozdobą galerii był obraz M. B. Bolesnej, przypisywany Domenichinowi. Przy pałacu była kaplica katolicka z r. 1772. W r. 1917 w czasie rozruchów bolszewickich został pałac doszczętnie zniszczony przez ludność miejscową.
2 km na wschód między Sielcem a Worobinem stoi wśród bagien dawny monaster Puszczański. W miejscu tem w r. 1502 na niedostępnym ostrowie ukryła się w czasie najazdu tatarskiego żona ks. Jerzego Holszańskiego, który na pamiątkę jej ocalenia fundował tutejszy klasztor. Pozostała po nim niewielka cerkiewka z cudownym obrazem św. Mikołaja, gdzie odbywają się odpusty. Na zachód od Dąbrowicy znajduje się wieś Granice (Grań), której nazwa ma być pamiątką dawnych granic ziem Drewlan i Dregowiczan.

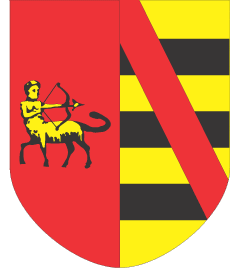
Dawny herb Dąbrowicy

W II RP miasto było siedzibą wiejskiej gminy Dąbrowica (nie wchodząc w jej skład). 1 października 1933 do miasta włączono wieś Dąbrowicę z tejże gminy
W 1937 roku miało 7,5 tys. mieszkańców, z czego 43% Żydów.
Wkrótce po zajęciu przez Wehrmacht 7 lipca 1941 roku, w mieście odbył się pogrom, podczas którego miejscowa ludność pobiła wielu Żydów oraz grabiła ich mienie. W kwietniu 1942 władze okupacyjne stworzyły w Dąbrowicy getto dla ludności żydowskiej, do którego w maju przesiedlono także Żydów z okolicznych wsi. 28 sierpnia 1942 getto zostało zlikwidowane poprzez przesiedlenie jego mieszkańców do getta w Sarnach. Około 1,5 tys. osób zdołało podczas tej akcji zbiec do lasu, jednak większość z nich została wyłapana i zabita przez niemiecką żandarmerię i ukraińską policję.
W czasie okupacji niemieckiej mieszkająca tutaj ukraińska rodzina Rakowyczów ukrywała Żydów. W 1993 roku Instytut Jad Waszem uhonorował za to Ołeksandra i Ulanę Rakowyczów tytułami Sprawiedliwych wśród Narodów Świata.
Podczas rzezi wołyńskiej w 1943 roku polscy mieszkańcy Dąbrowicy wyjechali do Sarn.
W 1989 liczyło 10 856 mieszkańców.
W 2013 liczyło 9414 mieszkańców.

## Zabytki
- zamek

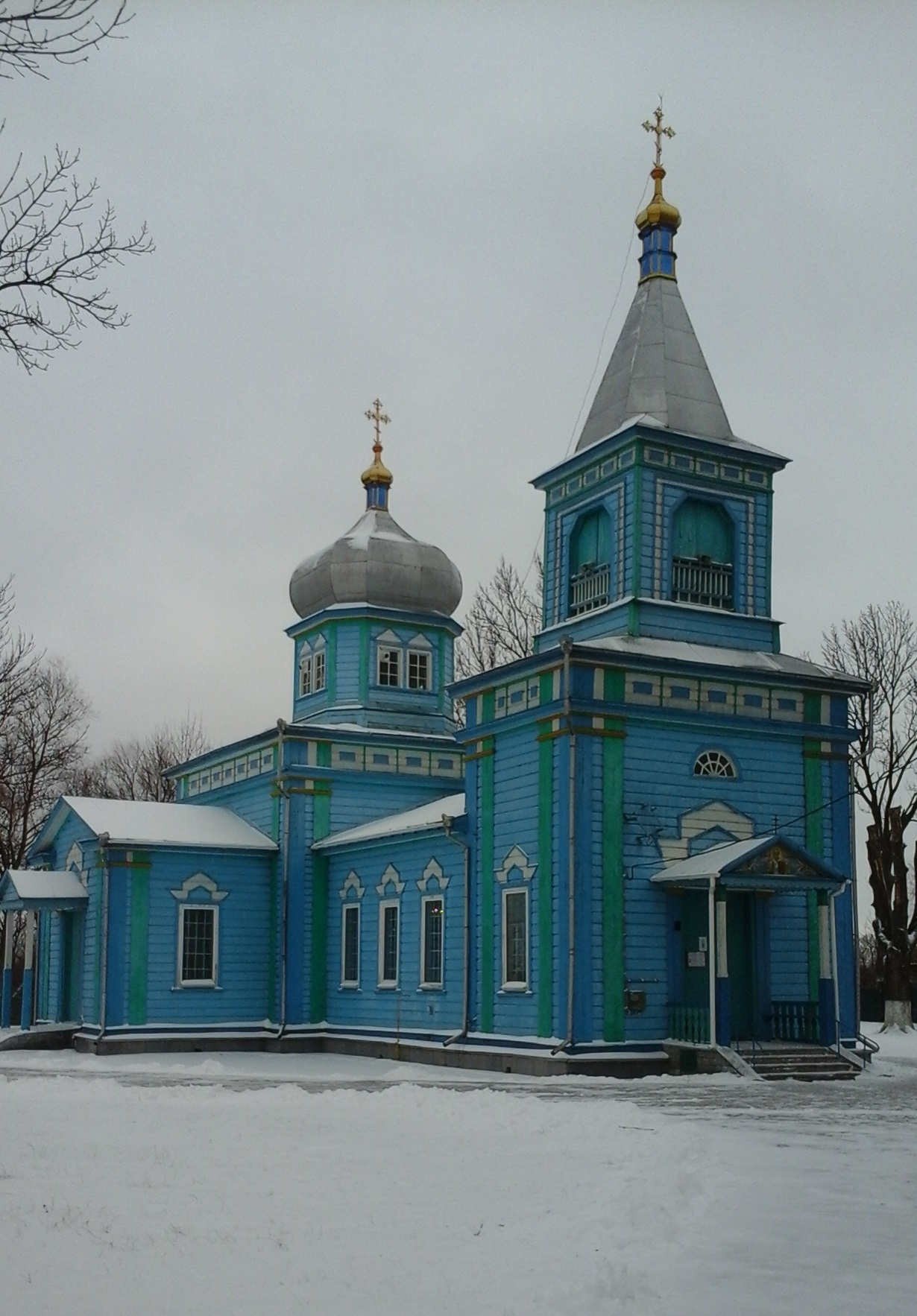
Cerkiew św. Mikołaja Cudotwórcy

- kościół pw. św. Jana Chrzciciela z 1740 roku - w 1992 roku wrócił w ręce katolików i został wyremontowany; zdaniem Grzegorza Rąkowskiego jeden z najcenniejszych kościołów rzymskokatolickich na Wołyniu[17],
- kaplica na cmentarzu katolickim (1767 r.)[17],
- cerkiew pw. Narodzenia Bogarodzicy (1861 r.) fundacji hr. Ignacego Platera[17],
- drewniana cerkiew pw. św. Mikołaja (1872 r.)[17],
- budynek hal targowych z XIX w.[17]

## Urodzeni w Dąbrowicy
- Georges Charpak – fizyk, laureat Nagrody Nobla w 1992 r. za wkład w opracowywanie detektorów cząstek
- Maria Grzesiakowa – polska instruktorka harcerska
- Lucjan Janiszewski – pułkownik dyplomowany piechoty Wojska Polskiego, ofiara zbrodni katyńskiej

## Współpraca międzynarodowa
- Nowogard – od 16 września 2009[18]